# エルンスト・カシミール (ナッサウ＝ディーツ伯)
エルンスト・カシミールまたはエルンスト・カジミール（蘭:Ernst Casimir van Nassau-Dietz；独:Ernst Casimir von Nassau-Diez, 1573年12月22日 - 1632年6月2日）は、ナッサウ＝ディーツ伯（在位：1607年 - 1632年）、フリースラント州、フローニンゲン州、ドレンテ州の総督。

## 生涯
ナッサウ＝ディレンブルク伯ヤン6世（ヨハン6世）とその最初の妻でロイヒテンベルク方伯ゲオルク3世の娘であるエリーザベト（Elisabeth van Leuchtenberg）の間の5男として生まれた。1607年3月30日、父の領地を兄弟と分割相続し、ナッサウ＝ディーツ伯を名乗った。1620年、長兄のディレンブルク伯ウィレム・ローデウェイクが亡くなると、フリースラント州総督職を引き継いだ。その5年後の1625年にはフローニンゲンとドレンテの州総督をも兼ね、1632年に亡くなるまで務めた。
エルンスト・カシミールは八十年戦争の司令官の1人として、1627年のフロンロ包囲戦や1629年のスヘルトーヘンボス包囲戦に参加した。また、州総督として1628年にニューエスハンス（現在のバート・ニューエスハンス）の要塞を建設した。1632年、ルールモントでの戦闘中、塹壕を視察していた際に流れ弾に当たって亡くなった。

## 子女
1607年、ブラウンシュヴァイク＝ヴォルフェンビュッテル公ハインリヒ・ユリウスの娘ゾフィー・ヘートヴィヒと結婚した。間に生まれた子供のうち、成人したのは息子2人だけだった。
- ヘンドリック・カシミール1世（1612年 - 1640年）
- ウィレム・フレデリック（1613年 - 1664年）
- エリーザベト（1614年）
- ヤン・エルンスト（1617年）
- マウリッツ（1619年 - 1628年）
- エリーザベト・フリーゾ（1620年 - 1628年）

| 公職                          | 公職                                             | 公職                             |
| ----------------------------- | ------------------------------------------------ | -------------------------------- |
| 先代 ウィレム・ローデウェイク | フリースラント州総督 1620年 - 1632年             | 次代 ヘンドリック・カシミール1世 |
| 先代 マウリッツ               | フローニンゲン州・ドレンテ州総督 1625年 - 1632年 | 次代 ヘンドリック・カシミール1世 |
| 爵位・家督                    |                                                  |                                  |
| 先代 新しく創設               | ナッサウ＝ディーツ伯 1607年 - 1632年             | 次代 ヘンドリック・カシミール1世 |